# مارکل
مارکل (انگلیسی: Markel) شرکت بیمه آمریکایی است، که در سال ۱۹۳۰ تأسیس شد.